# Lady Anne Beau (schip, 2016)
De Lady Anne Beau is een speciaal voor de vaart op de Europese kustwateren, het Vänermeer, de Britse tijhavens, de Rijn en de Seine ontwikkeld schip, een coaster.
Omdat de Lady Anne Beau op het binnenwater onder bruggen door moet kunnen varen heeft het een hefbaar stuurhuis, niet gebruikelijk bij een zeeschip. Het maakt deel uit van een serie, die alle gebouwd werden bij Groningen Shipyard in Waterhuizen. De specifieke gegevens van deze schepen: één ruim met een lengte van 62,30 meter, en een breedte van 10,80 meter) tanktopbelasting 15 ton/m².
De proefvaart was op woensdag 21 september 2016 en de oplevering was twee dagen later. Direct daarna heeft het op de eerste reis in Rouen kunstmest geladen met bestemming Landskrona.